# 미겔 데 안드레스
미겔 데 안드레스 바라세(스페인어: Miguel de Andrés Barace, 1957년 10월 8일, 나바라 주 오차가비아 ~)는 스페인의 전 축구 선수로, 현역 시절 미드필더로 활약했다.

## 클럽 경력
데 안드레스는 나바라 주 오차가비아 출신으로, 레알 마드리드와 바르셀로나의 주목을 동시에 받기도 했지만 아틀레틱 빌바오의 유소년 시스템인 레사마에 1975년 입단했다. 바스크 연고 구단은 전 소속 구단에게 400,000 Ptas의 이적료를 지불했고, 1군 신고식을 치르게 되면서 추가로 5M Ptas를 추가로 지불했다.
하부 리그의 2군 소속으로 2년을 보내고 세군다 디비시온의 카스테욘에 1년 임대되었던 20세의 데 안드레스는 전 오스트리아 국가대표팀 감독이었던 헬무트 제네코비치 감독의 부름을 받아 친정으로 복귀해 1979년 9월 9일에 1-2로 패한 살라망카와의 원정 경기에서 라 리가 신고식을 치렀다.
1980-81 시즌 초반, 오스트리아인 감독이 레알 마드리드전 1-7 대패로 경질된 와중에도 데 안드레스는 주전 지위를 굳건히 지켰다. 결국 그는 아틀레틱 소속으로 전 경기 출전했지만, 본래 자리인 최후방 수비수로 활약하는 경우는 드물었고, 주로 수비형 미드필더로 활약했다. 하비에르 클레멘테 감독의 임기에는 55경기 출전해 4골을 기록해 소속 구단의 2년 연속 리그 제패에 일조했다.
1983년 2월 9일, 빌바오는 2연패 중 첫 리그 우승을 거두었는데, 데 안드레스는 양발로 강하게 공을 찰 수 있었는데, 5-2로 이긴 에스파뇰과의 산 마메스 안방 경기에서는 장거리에서 2골을 기록해 폭설의 난전에 5-2 대승을 견인했다. 이듬해, 그는 코파 델 레이 결승전에 선발로 출전해 마드리드에서 열린 결승전에서 1-0 승리를 거두어 소속 구단의 2관왕을 완성했지만, 경기 후 5명의 다른 선수들과 함께 징계를 받았다가 철회되기도 했는데, 그를 비롯한 6명의 선수들(그 외에 파코 클로스, 디에고 마라도나, 미겔리, 안도니 고이코에체아, 그리고 마누엘 사라비아가 연루되었다)은 경기 종료 후 패싸움을 벌였기 때문이었다.
1986-87 시즌은 클레멘테의 후임으로 전설적인 선수 호세 앙헬 이리바르가 감독으로 취임한 시기로 데 안드레스는 끔찍한 한 해를 보냈다: 그는 스포르팅 히혼과의 1차전 경기에서 부상으로 빠진 것을 시작으로 여러 차례 부상이 재발했고, 로그로녜스와의 컵 경기에 출전을 거부하여 구단이 징계를 내리기도 했다. 데 안드레스는 레알 마드리드와의 31번째 경기에 복귀했는데, 빌바오는 강등조에 떨어지지 않기 위한 사투를 벌였으나,(이 시즌은 처음이자 마지막으로 정규 시즌 후 3개 조로 나뉘어 시즌을 마무리했다) 그의 무릎은 리카르도 가예고가 착지하면서 깨져 부상당했고, 이 경기는 데 안드레스의 사자 군단으로 출전한 마지막 경기가 되었다.
하워드 켄덜이 1987년에 아틀레틱 빌바오에 취임했으나, 데 안드레스는 1년 동안 벤치만을 치키다가 불과 31세의 나이로 아틀레틱 소속 267 경기 출전 12골 기록으로 은퇴했다. 이후, 그는 구단의 스카우트로 근무했다.

## 국가대표팀 경력
데 안드레스는 스페인 국가대표팀 일원으로 모스크바에서 열린 1980년 하계 올림픽에 참가했고, 스페인이 참가한 세 경기를 모두 통으로 소화했지만 3무로 조별 리그 탈락을 막지 못했다. 호세 산타마리아 감독은 그를 레알 소시에다드의 아구스틴 가하테와 함께 수비를 맡겼다.
그는 안방에서 열린 1982년 월드컵에 참가할 예비 40인 명단에 이름을 올렸지만, 산타마리아 감독은 이번에 그를 최종 명단에 올리지 않았다. 미겔 무뇨스가 스페인을 유로 1984 본선에 올린 후, 데 안드레스는 1984년 1월 18일에 카디스에서 0-1로 패한 헝가리와의 친선경기에서 성인 국가대표팀 첫 경기를 치렀다. 3달 후, 그는 발렌시아에서 2-1로 이긴 덴마크와의 경기에도 10분 출전했지만, 프랑스에서 준우승을 거둔 스페인 국가대표팀의 최종 명단에 또 낙마했다.

## 수상
아틀레틱 빌바오
- 라 리가: 1982–83,[11] 1983–84[12]
- 코파 델 레이: 1983–84[3]
- 수페르코파 데 에스파냐: 1984[13] (아틀레틱 빌바오는 2관왕을 달성함에 따라 자동으로 수페르코파 우승을 거두었다)